# Ernst von Hoeppner
Ernst von Hoeppner, född 14 januari 1860, död 26 september 1922, var en tysk militär.
Hoeppner blev officer vid kavalleriet 1880, överste 1911, generalmajor och chef för 4:e kavalleribrigaden 1912, generallöjtnant 1916, general av kavalleriet och chef för 18:e armékåren 1919. Han erhöll avsked samma år.
Vid krigsutbrottet 1914 blev Hoeppner arméstabschef vid 3:e armén och i november 1916 chef för de tyska luftstridskrafterna. Han har utgett Deutschlands Krieg in der Luft (1921).